# Херман Август Мајнерт
Херман Август Мајнерт (Лајтмериц, Аустријско царство, 1806 – Београд, Кнежевина Србија, 1858), један од пионира цивилног санитета Србије, здравствени просветитељ и први трајно настањени чешки досељеник у Србији.

## Биографија
Херман Август Мајнерт рођен је 1806. године у Лајтмерицу у Бохемији (данас Литомјержице у Чешкој Републици), једној од три чешке провинције Аустријског царства. Био је етнички Немац и потицао је из пограничне Судетске области, у којој је до краја Другог светског рата већином живело немачко становништво. Студирао је медицину у Прагу, Бечу и Пешти. Докторирао је августа 1835. године у Пешти, са дисертацијом – De enormitate virium vitalium in organismo humano (Огромност виталних сила у људском организму).
У Србију је дошао децембра 1836. године и постао лекар Алексиначког карантина, највећег карантина у Кнежевини Србији, у коме је радио до марта 1838. године. Након тога, радио је као београдски гардијски лекар (1838-1839), први крагујевачки окружни физикус или начелник санитета (1839-1847), и београдски окружни физикус, трећи по реду (1847-1858). Након две деценије рада у српском здравству, 1857. године постао је поданик (држављанин) Кнежевине Србије.
Оженио се 1856. године својом сународницом Луизом. Нису имали деце.
Преминуо је у Београду 17. октобра по старом Јулијанском календару, односно 29. октобра 1858. године по новом Грегоријанском календару.
Остао је упамћен као један од пионира цивилног санитета Србије, здравствени просветитељ и први трајно настањени досељеник из Чешких земаља Аустријског царства (данашње Чешке Републике) у Србији.